# پورتوسکوزو
پورتوسکوزو (به ایتالیایی: Portoscuso) یک کومونه در ایتالیا است که در استان کاربونیا-ایگلسیاس واقع شده‌است. پورتوسکوزو ۳۹٫۱ کیلومتر مربع مساحت و ۵٬۲۴۲ نفر جمعیت دارد و ۶ متر بالاتر از سطح دریا واقع شده‌است.